# Carl Christian von Hohenzollern
Vương tử Carl Christian von Hohenzollern  (tiếng Đức: Carl Christian Friedrich Johannes Meinrad Maria Hubertus Edmund Prinz von Hohenzollern ; sinh ngày 5 tháng 4 năm 1962) là một quý tộc Đức - Thụy Điển, thành viên vương tộc Hohenzollern và vương tộc Bernadotte. Ông là con trai cả  của Vương tử Johann Georg von Hohenzollern và Công chúa Thụy Điển Birgitta -  em gái của vua Carl XVI Gustaf của Thụy Điển.

## Cuộc sống
Vương tử Carl Christian sinh ra ở Munich, Bavaria, Đức.
Năm 1999, ông kết hôn với Nicole Helene Neschitsch (sinh ngày 22 tháng 1 năm 1968 tại Munich). Đám cưới dân sự của họ đã được tổ chức ngày 08 tháng 07 năm 1999 tại Munich. Đám cưới tôn giáo của họ đã được tổ chức ngày 26 tháng 07 năm 1999 tại Kreuzpullach. Họ có với nhau một đứa con:
- Vương tôn Nicolas Johann Georg Maria von Hohenzollern (sinh ngày 22 tháng 11 năm 1999 tại Munich)

Thân vương Carl Christian sống tại Munich. Ông làm việc cho Tập đoàn ARRI, một nhà sản xuất hàng đầu thế giới và phân phối các hình ảnh chuyển động phòng thu ánh sáng, máy chiếu, và máy ảnh.
Ông là khách mời tại đám cưới năm 2010 của Công chúa Victoria của Thụy Điển, và Daniel Westling.

## Danh hiệu và tước hiệu
- 5 tháng 4 năm 1962 - nay: His Serene Highness Vương tử Carl Christian của Hohenzollern